# Сестао Ривер
«Сестао Ривер» (баск. и исп. Sestao River Club) — испанский футбольный клуб из города Сестао, в провинции Бискайя. Клуб основан в 1996 году, на месте обанкротившегося клуба «Сестао Спорт». Домашние матчи проводит на стадионе «Лас Льянас», вмещающем 8 900 зрителей. В Примере и Сегунде команда никогда не выступала, лучшим результатом является 5-е место в Сегунде B в сезоне 2006/07.

## Сезоны по дивизионам
- Сегунда B — 11 сезонов
- Терсера — 11 сезонов
- Региональные лиги — 3 сезона

## Достижения

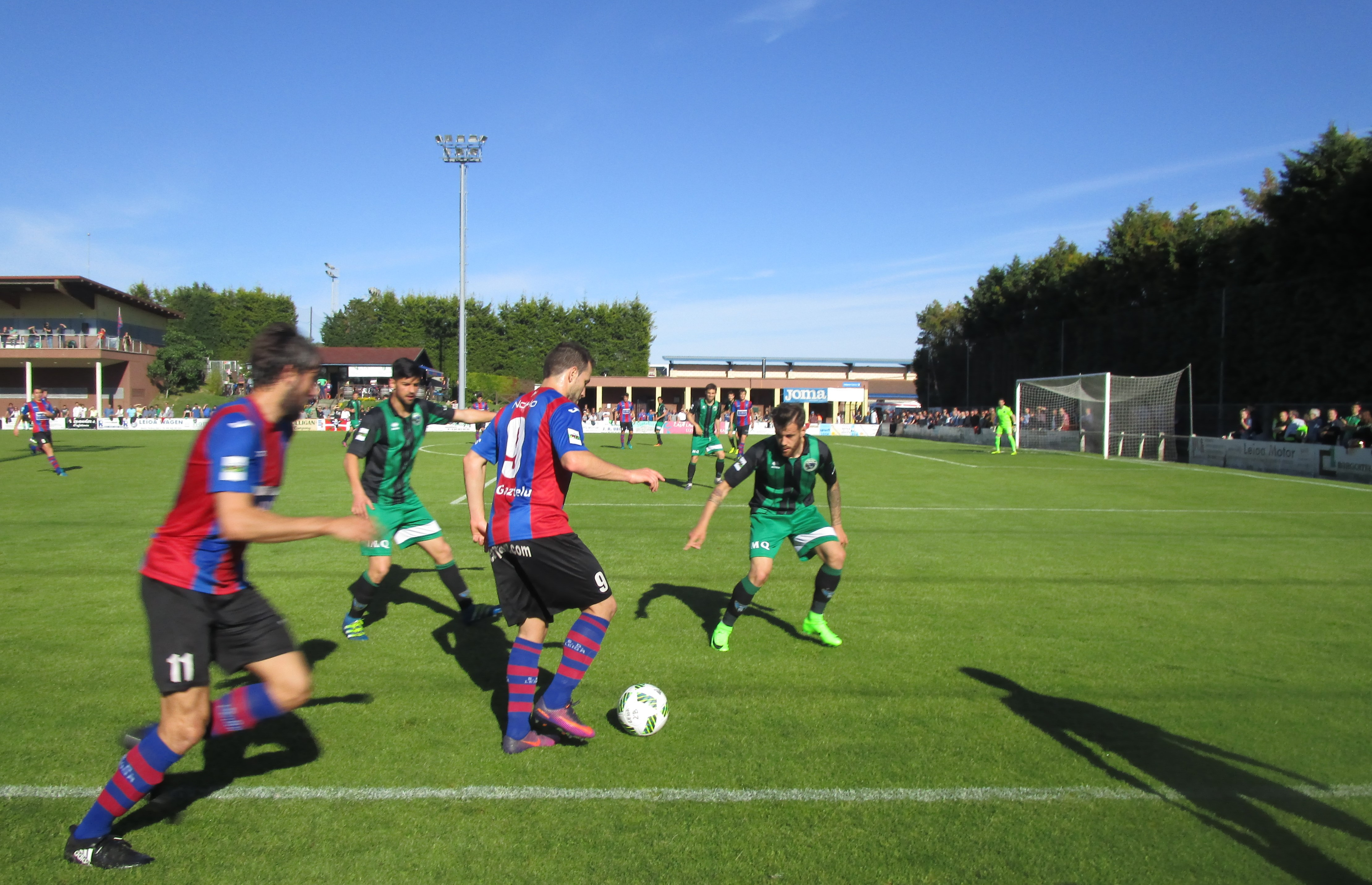
2017

- Терсера
  - Победитель (2): 2003/04, 2005/06

## Известные игроки и воспитанники
- Ибай Гомес
- Микел Даньобейтия
- Койкили
- Хосеба дель Ольмо
- Гаиска Токеро